# ときめきエクスペリエンス!
『ときめきエクスペリエンス！』は、2017年2月1日に発売されたPoppin'Partyの4thシングルである。
表題曲の「ときめきエクスペリエンス！」は、テレビアニメ第1期のオープニングテーマおよびテレビ番組『月刊ブシロードTV with BanG Dream!』オープニングテーマ、スマートフォンゲーム『バンドリ! ガールズバンドパーティ!』CMソングに起用された。
特典として、ヴァイスシュヴァルツPRカード（全5種の内ランダムで2枚）、初回のみ応募券3種およびステッカー（全6種の内ランダムで1枚）が封入された。

## 収録曲
| 全作曲: 上松範康*。出典： |                                                |           |            |             |       |
| #                         | タイトル                                       | 作詞      | 作曲・編曲 | 編曲        | 時間  |
| 1.                        | 「ときめきエクスペリエンス！」                 | 中村航    | 上松範康*  | 藤間仁*     | 4：17 |
| 2.                        | 「1000回潤んだ空」                             | 上松範康* | 上松範康*  | 藤永龍太郎* | 5：31 |
| 3.                        | 「ときめきエクスペリエンス！（instrumental）」 |           | 上松範康*  |             |       |
| 4.                        | 「1000回潤んだ空（instrumental）」             |           | 上松範康*  |             |       |
| 5.                        | 「バンドリ!ミニドラマ 〜放課後の過ごし方〜▲」  |           | 上松範康*  |             | 5：05 |

## パフォーマンス
「ときめきエクスペリエンス！」は、2017年4月30日に開催されたブシロード10周年ライブにて演奏された。
カップリング曲の「1000回潤んだ空」は、2016年11月13日に開かれた「BanG Dream! Second☆LIVE Starrin’ PARTY 2016!」（以下：「BanG Dream! 2ndライブ」）にて初めて披露された。ライターの中里キリはWebNewtypeに寄せた同イベントのレポート記事の中で、「この曲のイントロはテクニカルなキーボードソロを主役に構成されていて、ここを任されて、きっちりやりきっていること自体に伊藤さんの演奏のめざましい成長を感じます。」と述べている。

### SILENT SIRENによるカバーおよびコラボ
2019年に行われた、Poppin’PartyとSILENT SIRENの合同イベント『NO GIRL NO CRY』では、SILENT SIRENによる「ときめきエクスペリエンス！」が披露された。2年後に再び行われた合同イベントでは、これら2バンドの合奏という形で「ときめきエクスペリエンス！」が披露された。

## 評価
中里キリは、WebNewtypeに寄せた「BanG Dream! 2ndライブ」のレポートの中で、西本がステージ上で同楽曲の歌詞が今までで一番好きかもしれないと話したことについて言及する形で、中里自身も歌詞の内容が音の割に詰め込んだ内容となっているうえ口語的であると指摘しており、「その末尾のあたりをちょっと後ろにこぼすように歌う感じが、愛美さんの叙情的な歌唱と合わさるとすごくいい余韻が残るんです。」と述べている。
また、中里は、アキバ総研に寄せた「BanG Dream! 7th☆LIVE　DAY3:Poppin’Party“Jumpin' Music♪”」（2019年）のライブレポートにおいても、同楽曲は作曲者の上松範康から、作詞者の中村航に向けたアンサーソングだと推測し、響き合う歌声と大塚の感情的なギターにより、アニメ放送前のポピパの原風景につながっていると感じたと述べている。